# Peter Grönenberg
Peter Grönenberg (även stavat Gröneberg), född 20 november 1579 i Söderköping, död 5 april 1632 i Hamburg, var en svensk affärsman och riksdagsman.
Peter Grönenberg var son till handlaren Jakob Grönenberg som anges ha flyttat in till Söderköping från Schlesien. Efter att ha gått i handelslära i Polen och Danzig gifte sig Grönenberg 1604 med Stockholmrådmannen Mårten Jönssons dotter Margareta och vann året därpå burskap som handlare i Stockholm. Där blev han snart en betydande järnexportör. Från 1611 gjorde han affärer med kronan och erhöll råkoppar som ersättning. Från 1615 erhöll han kontrakt på uppköp av koppar för export. Grönenberg var 1615-1617 en av Stockholms borgerskaps äldste och 1617-1631 rådman i Stockholm. Han var även stadens riksdagsman vid riksdagarna 1617, 1621, 1622, 1629 och 1630. Från 1620-talet räknades han som en av Stockholms främsta handelsmän. Grönenberg blev 1620 en av de sju direktörerna i Svenska handelskompaniet.
Grönenberg arrenderade 1624-1630 uppbörden från Kopparbergs, Säters och Näsgårds län och 1628 uppbörden från Väster- och Österbotten. Han deltog även 1628-1629 av arrendet av Stockholms tullar.
På grund av Axel Oxenstiernas missnöje med Johan Adler Salviuss sätt att utverka pengar för krigföringen i Tyskland som faktor och kronans kommissarie i Hamburg utsågs Grönenberg våren 1631 till Salvius efterträdare på posten. Han verkade där fram till sin död året därpå. Hans barn förkortade efternamnet till Grönberer.